# Francesco Poli
Francesco Poli (Torino, 1949) è uno storico dell'arte italiano.

## Biografia
Già professore di Storia dell'arte contemporanea dell'Accademia di belle arti di Brera, è stato chargé de cours all'Université Paris 8; insegna Arte e comunicazione al corso di laurea magistrale Comunicazione e culture dei media, Università Torino (a contratto). Scrive regolarmente per riviste e quotidiani tra cui il quotidiano La Stampa e Arte. È specializzato soprattutto sull'arte del XX secolo. Ha curato numerose mostre in musei, spazi pubblici e privati.

## Opere
- Produzione artistica e mercato, Einaudi, Torino, 1975
- Con Luciano Caramel, L’arte bella , Feltrinelli, Milano, 1979
- La Metafisica, Laterza, Milano, 1989 (ristampa e ampliamento in 2004)
- Giulio Paolini, Lindau, Turino, 1990
- Con Martina Corgnati, Dizionario di arte contemporanea, Feltrinelli, Milano, 1994
- Minimalismo, Arte Povera, Arte Concettuale, Laterza, Roma, 1995 (VIII edizione 2009)
- Con Giorgina Bertolino, Catalogo generale delle opere di Felice Casorati. I dipinti, 2 vol., Allemandi, Torino, 1996 (II edizione in 3 libri, Le sculture e l’aggiornamento dipinti, 2004)
- Il sistema dell’arte contemporanea, Laterza, 1999 (ultima ristampa 2023)
- Gian Enzo Sperone. Torino, Roma, New York, Hopeful Monster, Torino, 2000
- Con Martina Corgnati, Dizionario dell’arte del Novecento, Milano, Bruno Mondadori, 2001 (pocket book 2009)
- Arte Contemporanea. Le ricerche internazionali dagli anni Cinquanta a oggi, Electa, Milano, 2003 (IV ed. 2008)
- Arte Moderna. Dal postimpressionismo all’informale, Electa, Milano, 2007
- Postmodern Art 1945-Now, Harper Collins Publishers, Nexw York 2008
- Arte contemporanea, Arnoldo Mondatori Editore, Milano, 2007
- L’arte del Novecento in Piemonte, Regione Piemonte, Priuli & Verlucca, Torino, 2008
- La scultura del Novecento, Laterza, 2015
- Il pittore solitario. Seurat e la Parigi moderna, Electa, Milano, 2017
- Con F. Bernardelli, Mettere in scena l'arte contemporanea. Dallo spazio dell'opera allo spazio intorno all'opera, Johan&Levi, Milano, 2016
- Modigliani. Una vita per l'arte, Edizioni 24Ore Cultura, Milano, 2018
- A cura di, con F. Filippi, La bellezza resta, testo di storia dell'arte per licei , 5 voll., Bruno Mondadori, Milano, 2022
- L'ironia è una cosa seria. Strategie dell'arte d'avanguardia e contemporanea, Johan&Levi, Milano, 2024.